# ENPPI Club
ENPPI (Engineering for the Petroleum & Process Industries) Club (ar. نادي إنبي) – egipski klub piłkarski, grający obecnie w pierwszej lidze egipskiej, mający siedzibę w stolicy kraju, Kairze. Klub został założony w 1985 roku. Domowe mecze rozgrywa na stadionie Akademii Wojskowej w Kairze, mogącym pomieścić 22 tysięcy widzów.

## Sukcesy
- Wicemistrzostwo (1 raz): 2005
- Puchar Egiptu (2 raz): 2005, 2011
- Finał Arabskiej Ligi Mistrzów (1 raz): 2006

## Występy w afrykańskich pucharach
- Liga Mistrzów: 1 występ

2006 - runda eliminacyjna
- Puchar Konfederacji: 2 występy

2007 - 1. runda
2009 - półfinał

## Skład na sezon 2011/12
| Nr | Poz. | Piłkarz              |
| -- | ---- | -------------------- |
|    | BR   | Mohamed Abougabal    |
|    | OB   | Ali Al Arabi         |
|    | OB   | Abdul Zaher Al Saqqa |
|    | NA   | Ahmed Abdul Zaher    |
|    | PO   | Mahmoud Abdul Monem  |
|    | NA   | Amr Al Halwani       |
|    | OB   | Amr Fahim            |
|    | OB   | Mano                 |
|    | PO   | Mohamed Aboul Ella   |
|    | NA   | Ahmed Raouf          |
|    | PO   | Nader Al-Ashri       |
|    | NA   | Vincent Die Foneye   |
|    | OB   | Sayed Gad            |
|    | NA   | Bassam Abou Hadid    |
|    | NA   | Ahmed Belal          |

| Nr | Poz. | Piłkarz           |
| -- | ---- | ----------------- |
|    | PO   | Hussein Ali       |
|    | OB   | Mohamed Nassef    |
|    | PO   | Mostafa Galal     |
|    | BR   | Amer Mohamed Amer |
|    | OB   | Osama Ragab       |
|    | OB   | Sherif Ragab      |
|    | OB   | Ramy Sabry        |
|    | OB   | Ahmed Sobhi       |
|    | OB   | Ahmed Younes      |
|    | PO   | Saleh Gomaa       |
|    | PO   | Adel Mostafa      |
|    | PO   | Mohamed Shaaban   |
|    | PO   | Mohamed Sobhi     |
|    | PO   | Kamel Zaïem       |
|    | BR   | Aly Lotfi         |